# Cantó de Friville-Escarbotin
El cantó de Friville-Escarbotin és un cantó francès del departament del Somme, situat al districte d'Abbeville. Té 9 municipis i el cap és Friville-Escarbotin.

## Municipis
- Bourseville
- Fressenneville
- Friville-Escarbotin
- Nibas
- Ochancourt
- Tully
- Valines
- Vaudricourt
- Woincourt

## Història
| Data d'elecció                           | Identitat           | Partit | Qualitat |
| ---------------------------------------- | ------------------- | ------ | -------- |
| 1985-1992                                | Christian Cahon     | UDF    |          |
| 1992-2003                                | Guy Roussel         | PCF    |          |
| 2003-2011                                | Thierry Vansevenant | PCF    |          |
| 2011-                                    | David Lefèvre       | MoDem  |          |
| les dades anteriors no són pas conegudes |                     |        |          |
|                                          |                     |        |          |

## Demografia
| A partir de 1990: Població sense dobles comptes |